# Нессебю
Нессебю́ (норв. Nesseby, сев.‑саам. Unjárga) — коммуна в фюльке (провинции) Финнмарк в Норвегии. Административный центр коммуны — город Варангерботн.
На территории коммуны официальными являются два языка — норвежский (букмол) и северносаамский.
Население коммуны на 2007 год составляло 856 чел. Площадь коммуны Нессебю — 1436,09 км², код-идентификатор — 2027.

## История населения коммуны
Население коммуны за последние 60 лет.

Статистика коммуны Нессебю